# Řídký
Řídký je obec v okrese Svitavy v Pardubickém kraji. Leží pět kilometrů severozápadně od Litomyšle a devět kilometrů jihovýchodně od Vysokého Mýta. Žije zde 58 obyvatel.

## Historie
První písemná zmínka o obci pochází z roku 1689.

## Obyvatelstvo
| Rok            | 1869 | 1880 | 1890 | 1900 | 1910 | 1921 | 1930 | 1950 | 1961 | 1970 | 1980 | 1991 | 2001 | 2011 | 2021 |
| -------------- | ---- | ---- | ---- | ---- | ---- | ---- | ---- | ---- | ---- | ---- | ---- | ---- | ---- | ---- | ---- |
| Počet obyvatel | 63   | 61   | 89   | 71   | 54   | 61   | 64   | 87   | 89   | 81   | 86   | 74   | 68   | 75   | 60   |
| Počet domů     | 14   | 14   | 14   | 14   | 14   | 14   | 16   | 22   | 21   | 20   | 18   | 22   | 22   | 21   | 24   |

## Obecní správa
V letech 1869–1965 Řídký patřil jako osada obce k Bohuňovicím v okrese Litomyšl (1869–1950) a později v okrese Svitavy. Od 1. července 1965 do 31. srpna 1990 patřil jako část obce k Cerekvici nad Loučnou a od 1. září 1990 je samostatnou obcí.

## Doprava
Obcí prochází silnice I/35 a železniční trať Choceň–Litomyšl se zastávkou Řídký.

## Pamětihodnosti
- Kříž z roku 1869

## Galerie

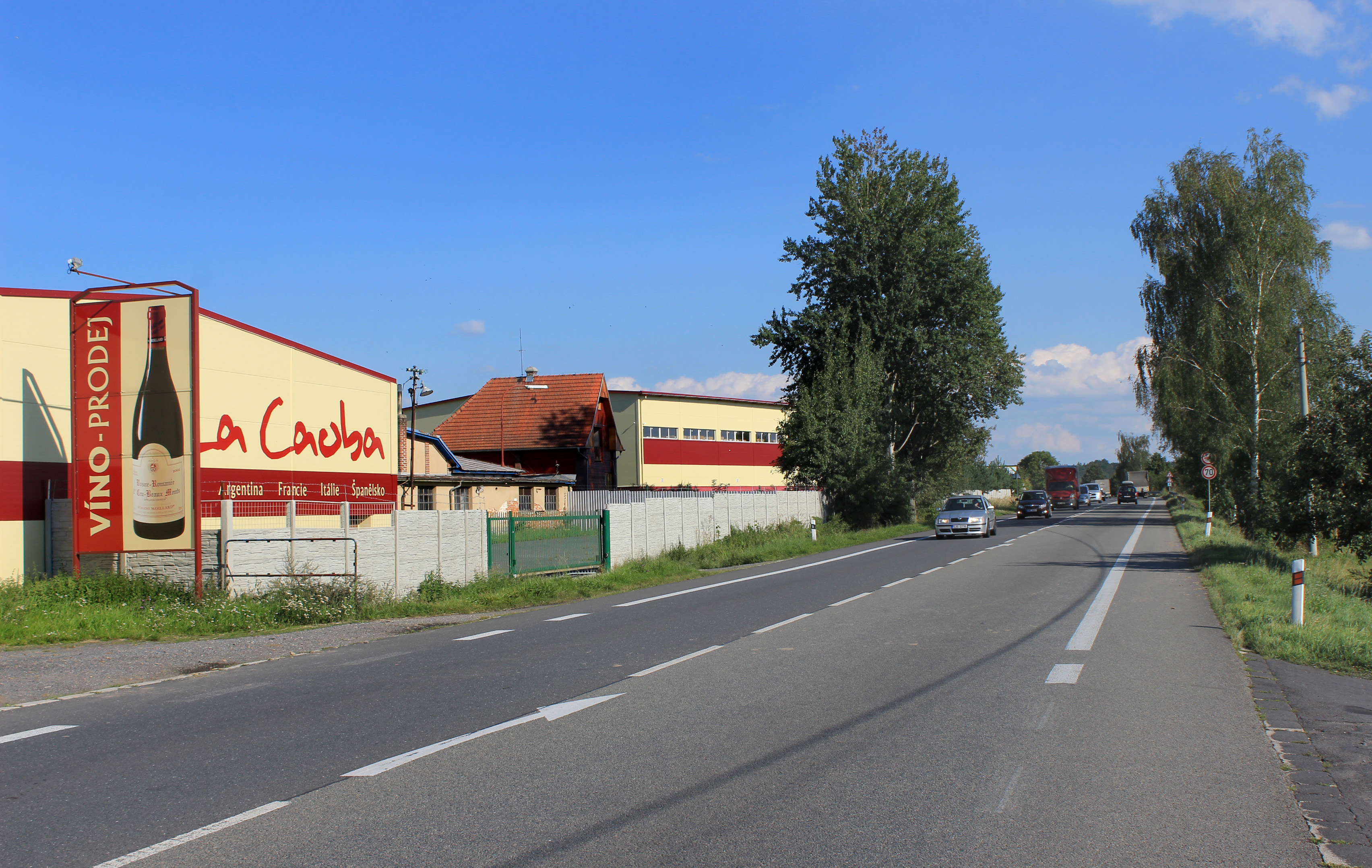
Silnice I. třídy v severní části obce
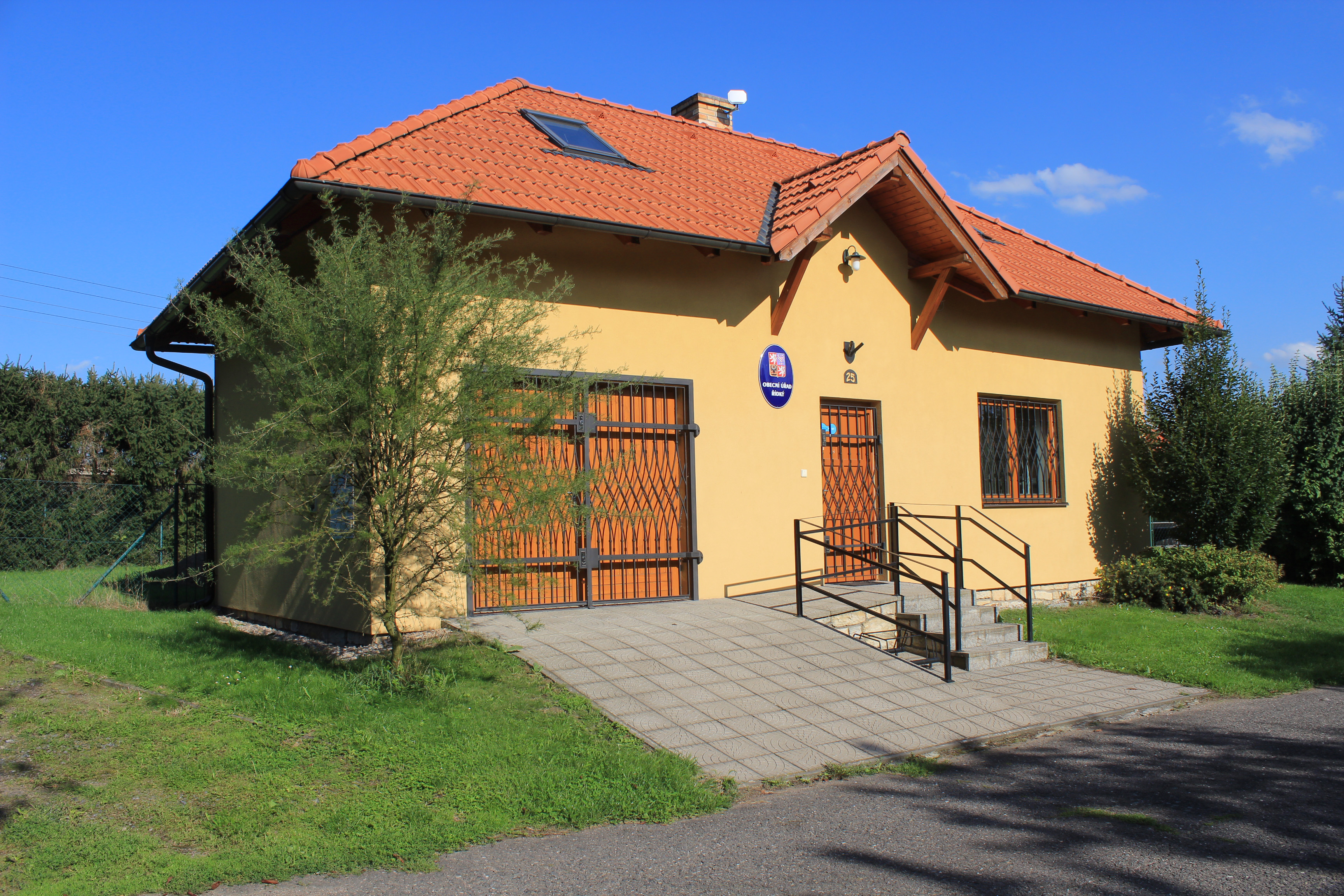
Obecní úřad
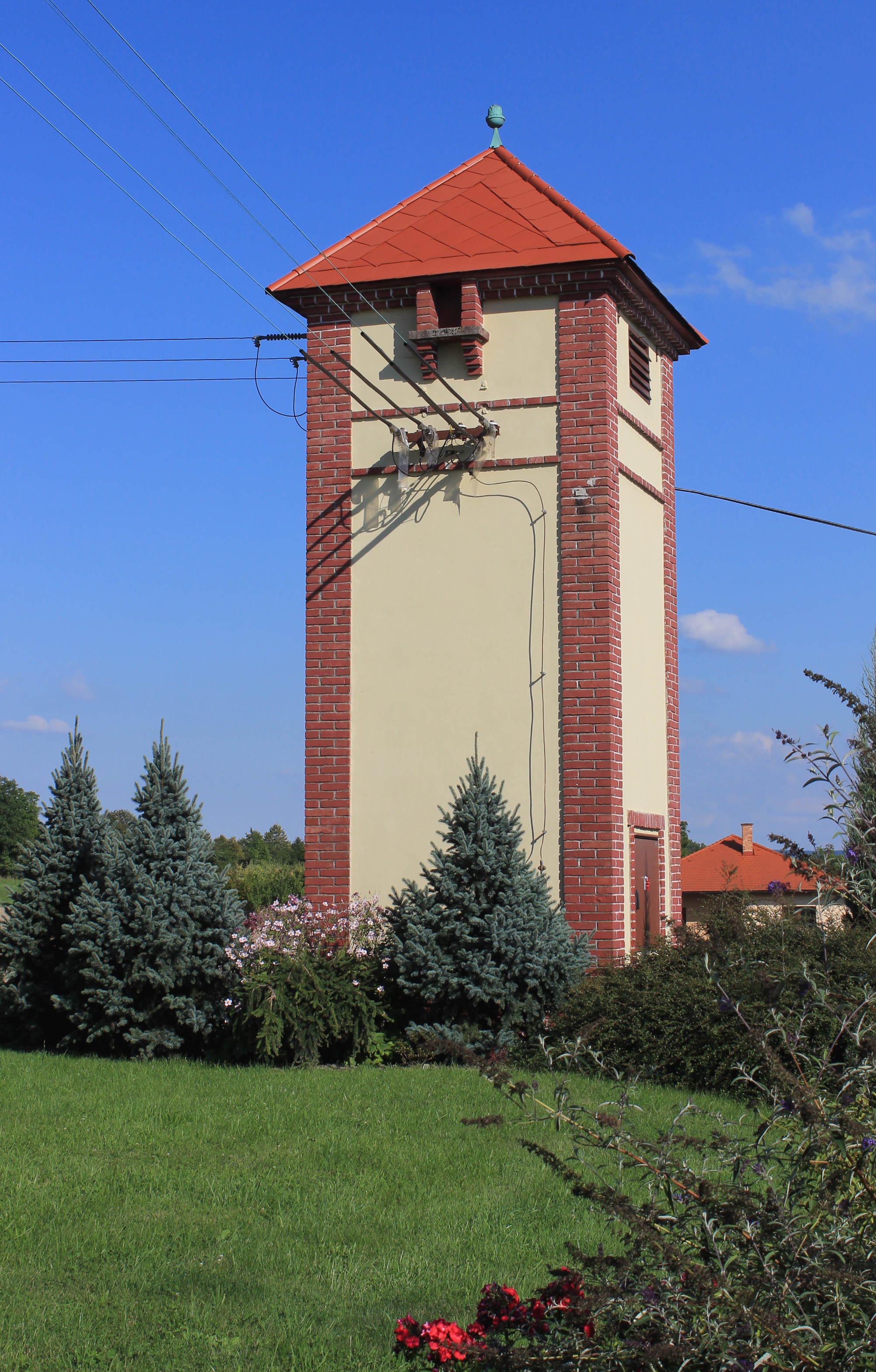
Transformátor na východě obce